# Joseph Van Beeck
Egidius Josephus Van Beeck (ur. 18 listopada 1911 w Deurne – zm. 8 lutego 1998) – belgijski piłkarz grający na pozycji napastnika. Był reprezentantem Belgii.

## Kariera klubowa
Całą swoją karierę piłkarską Van Beeck spędził w klubie Royal Antwerp FC, w którym zadebiutował w pierwszej lidze belgijskiej sezonie 1927/1928. Grał w nim do 1937 roku. Wraz z Royalem dwukrotnie wywalczył mistrzostwo Belgii w sezonach 1928/1929 i 1930/1931 oraz trzykrotnie wicemistrzostwo w sezonach 1929/1930, 1931/1932 i 1932/1933.
| Sezon   | Klub             | Kraj   | Rozgrywki          | Mecze | Gole |
| ------- | ---------------- | ------ | ------------------ | ----- | ---- |
| 1927/28 | Royal Antwerp FC | Belgia | Division d'Honneur | 1     | 0    |
| 1928/29 | Royal Antwerp FC | Belgia | Division d'Honneur | 6     | 5    |
| 1929/30 | Royal Antwerp FC | Belgia | Division d'Honneur | 26    | 6    |
| 1930/31 | Royal Antwerp FC | Belgia | Division d'Honneur | 25    | 20   |
| 1931/32 | Royal Antwerp FC | Belgia | Division d'Honneur | 26    | 24   |
| 1932/33 | Royal Antwerp FC | Belgia | Division d'Honneur | 26    | 13   |
| 1933/34 | Royal Antwerp FC | Belgia | Division d'Honneur | 23    | 11   |
| 1934/35 | Royal Antwerp FC | Belgia | Division d'Honneur | 25    | 15   |
| 1935/36 | Royal Antwerp FC | Belgia | Division d'Honneur | 0     | 0    |
| 1936/37 | Royal Antwerp FC | Belgia | Division d'Honneur | 9     | 0    |

## Kariera reprezentacyjna
W reprezentacji Belgii Van Beeck zadebiutował 7 grudnia 1930 w zremisowanym 2:2 towarzyskim meczu z Francją, rozegranym w Montrouge i w debiucie strzelił gola. Od 1930 do 1935 rozegrał w kadrze narodowej 16 meczów i strzelił 7 goli.